# Rebecca Boas
Rebecca Boas (Amsterdam, 16 juli 1915 – Auschwitz, 3 september 1943) was een Nederlandse kinderverzorgster. In 1941 werd ze adjunct-directrice van de crèche aan de Plantage Middenlaan 31 in Amsterdam, tegenover de Hollandsche Schouwburg. Ze was de rechterhand van directrice Henriëtte Pimentel.

## Levensloop
Rebecca Boas werd geboren in Amsterdam, als dochter van Benjamin Wolf Abraham Boas en Cato van Weezel. Haar ouders waren in 1914 getrouwd. Ze had een zus en een jonger broertje. Het gezin woonde vanaf 1938 in de Valeriusstraat.
In 1941 werd ze aangenomen als adjunct-directrice van de crèche tegenover de Hollandsche Schouwburg. Ze verving juffrouw A. Burghoorn, die als niet-Joodse moest worden ontslagen op grond van een Duitse verordening. Boas was het hoofd van de baby-afdeling. 
Zus Rachel trouwde in april 1942. Hun ouders en broertje kwamen in 1942 om in Auschwitz. Vanaf november 1942 woonde Rebecca Boas in het pand van de crèche aan de Plantage Middenlaan.
Boas en Pimentel werden, met andere crèchepersoneelsleden, op 26 juli 1943 gedeporteerd. Boas werd op 31 augustus 1943 vanuit Kamp Westerbork getransporteerd naar Auschwitz,  waar ze vier dagen later werd vermoord.
De crèche werd op 29 september 1943 gesloten.